# Rozalija Nasretdinova
Rozalija Chajdjarovna Nasretdinova (in russo Розалия Хайдяровна Насретдинова?; Mosca, 10 febbraio 1997) è una nuotatrice russa.

## Palmarès
- Mondiali in vasca corta

Doha 2014: argento nella 4x50m sl mista.
Windsor 2016: oro nella 4x50m sl mista.
Hangzhou 2018: bronzo nella 4x50m sl mista e nella 4x50m misti mista.
Abu Dhabi 2021: bronzo nella 4x50m sl mista.
- Europei

Glasgow 2018: bronzo nella 4x100m sl mista.
- Europei in vasca corta

Chartres 2012: argento nella 4x50m sl mista.
Herning 2013: oro nella 4x50m sl mista, bronzo nella 4x50m sl.
Netanya 2015: argento nella 4x50m sl mista e nella 4x50m misti mista, bronzo nella 4x50m sl.
Copenaghen 2017: argento nella 4x50m sl mista.
Kazan 2021: oro nella 4x50m sl e bronzo nella 4x50m misti mista.
- Universiadi

Gwangju 2015: oro nei 50m sl, bronzo nella 4x100m sl.
- Giochi olimpici giovanili

Nanchino 2014: oro nei 50m sl e nei 50m farfalla, argento nella 4x100m sl e nella 4x100m misti mista.
- Mondiali giovanili

Dubai 2013: oro nella 4×100m sl e nella 4×100m misti, argento nei 50m sl, bronzo nella 4×100m sl mista.
- Europei giovanili

Anversa 2012: oro nella 4×100m sl, argento nei 50m sl.
Poznań 2013: oro nei 50m sl, nei 50m farfalla, nella 4x100m sl e nella 4x100m sl mista.
- Festival olimpico della gioventù europea

Trebisonda 2011: oro nella 4×100m sl.

## International Swimming League
| Stagione 2020 | Stagione 2021   |
| ------------- | --------------- |
| DC Trident    | Aqua Centurions |